# Dorfschwalben aus Österreich
Dorfschwalben aus Österreich (Hirondelles villageoises d'Autriche) est une valse de Josef Strauss (op. 164). Elle est créée le 6 septembre 1864 au Volksgarten de Vienne.

## Histoire

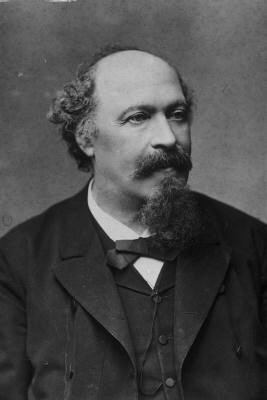
Août Silberstein

En 1862/63, August Silberstein écrit le roman Dorfschwalben aus Österreich. Inspiré par ce roman, Josef Strauss compose la valse du même nom et lui dédie la pièce.
La pièce est créée le 6 septembre 1864 au Volksgarten, tout comme Frauenherz. Pour imiter le gazouillis des hirondelles, Joseph utilise un sifflet d’oiseau.
Lors de la cérémonie commémorative qui a lieu après sa mort le 18 octobre 1870, les deux œuvres sont jouées sous la direction de son frère Johann[réf. nécessaire].
En 1930, Paul Knepler ajoute à la valse un texte intitulé (Frühling, Frühling, schöne Zeit! Schöne Zeit voll Freud!), laquelle devient chantée.

## Postérité
La pièce est jouée lors du célèbre concert du nouvel an à Vienne :  en 1947 (Josef Krips) ; 1956, 1963 et 1977 (Willi Boskowsky) ; 1986 (Lorin Maazel) ; 1992 (Carlos Kleiber) ; 2001 (Nikolaus Harnoncourt) ; 2008 (Georges Prêtre) ; 2015 (Zubin Mehta); 2025 (Riccardo Muti)